# Papa-Oom-Mow-Mow
Papa-Oom-Mow-Mow è un brano musicale doo wop e novelty scritto da Carl White, Al Frazier, Sonny Harris e Turner Wilson Jr. e cantato dai The Rivingtons, pubblicato come singolo nel 1962 dall'etichetta Liberty e inserita nell'album Doin' the Bird del gruppo.
La canzone, caratterizzata da un testo nonsense, ha raggiunto la posizione numero 48 della Billboard Hot 100 e la 35 della Cashbox Chart.

## Cover
Negli anni successivi alla pubblicazione originale alcuni artisti hanno realizzato alcune cover del brano; i primi furono i Beach Boys, nel 1965, che inserirono una loro versione della canzone nel loro album Beach Boys' Party!. Due anni dopo, nel 1967, ne fu incisa un'altra versione dai The Freshmen, che raggiunse la top10 della classifica irlandese, superando come risultati in classifica la versione originale. Nel 1975 furono realizzate altre due cover del brano, dai The Sharonettes e Gary Glitter, entrambe entrate della Top40 della classifica britannica.
In Italia, nel 1964, fu incisa dall'Equipe 84, Papà e Mammà versione beat della canzone dei Rivingtons e nel 1993, un'altra versione fu incisa da Tania Savoca e Barbara Boncompagni per il programma televisivo Non è la RAI, durante il quale venne interpretata da Shaila Risolo e Valentina Abitini, e che venne pubblicata sulla compilation Non è la Rai sTREnna.

### Surfin' bird
Papa-Oom-Mow-Mow e The Bird's the Word, anch'essa dei Rivingtons, furono la base per la canzone Surfin' Bird di The Trashmen del 1963, che raggiunse l'anno seguente la quarta posizione nella Billboard Hot 100. La combinazione delle due canzoni, suonate a un ritmo molto più vivace rispetto alle canzoni doo-wop originali, fu improvvisata durante una prima esibizione dal vivo della band e successivamente pubblicata come singolo. Originariamente quest'ultimo non accreditava gli autori originali i quali adirono a vie legali e infine ottennero di essere aggiunti nei crediti della canzone. Surfin' Bird tornò alla ribalta nel 1987 poiché inserita nella colonna sonora del film Full Metal Jacket di Stainley Kubrick.
Anche il singolo successivo dei Trashmen, Bird Dance Beat, fa riferimento a Surfin' Bird nel testo e riprende in diverse sezioni le sillabe Papa-Oom-Mow-Mow. 